# MP40
 Der er for få eller ingen kildehenvisninger i denne artikel, hvilket er et problem. Du kan hjælpe ved at angive troværdige kilder til de påstande, som fremføres i artiklen.

MP40 er én af de mest kendte tyske maskinpistoler fra 2. verdenskrig. Den blev af de allierede ofte kaldt Schmeisser efter våbendesigneren Hugo Schmeisser, selvom han faktisk ikke direkte designede MP40, men blot hjalp med designet til afarten MP41. Derfor er det stadig lidt et mysterium, hvorfor han fik denne ære, men det antages at have med det tyske slangord Schmeisser at gøre, som betyder at kaste noget upræcist, men med stor kraft.
Roden til misforståelsen kan også være, at Hugo Schmeisser fremstillede magasinerne til MP40'eren, hvorfor hans navn var indgraveret i dem. Den rigtige designer af MP40 og dens forløber MP38 hed Heinrich Vollmer.
Over 1 million eksemplarer blev produceret i årene fra 1940 til 1945.
MP40 er i mange film fejlagtigt og historisk ukorrekt blevet fremstillet som den tyske hærs primære våben under 2. verdenskrig. Det var dog i virkeligheden Karabiner 98k der var den tyske hærs primær våben. MP40 har også historisk ukorrekt været med i visse film, hvor den ikke burde have været med i, fx filmen Jagten på den forsvundne skat af den simple årsag, at filmen foregår i 1936 og MP40 ikke var opfundet på det tidspunkt.[kilde mangler]
- Wikimedia Commons har flere filer relateret til MP40

| Våben | Spire Denne artikel om våben er en spire som bør udbygges. Du er velkommen til at hjælpe Wikipedia ved at udvide den. |